# Rena Owen
Pour les articles homonymes, voir Owen.
Rena Owen, né le 22 juillet 1962 à Moerewa, dans la baie des Îles (Nouvelle-Zélande), est une actrice néo-zélandaise.

## Biographie
Née d'un père maori et d'une mère anglo-saxonne, Rena Owen grandit au sein d'une famille de neuf enfants. Elle fait des études d'infirmière et part ensuite pour Londres, où elle joue dans des pièces de théâtre avant de revenir en Nouvelle-Zélande en 1988. Elle joue beaucoup au théâtre avant d’interpréter le premier rôle féminin dans le film L'Âme des guerriers (1994), rôle pour lequel elle est acclamée par la critique et récompensée des prix de la meilleure actrice au Festival des films du monde de Montréal et à Fantasporto.
Elle tient ensuite l'un des rôles principaux de la série Adrénaline de 1996 à 1998 et est nommée à l'AFI Award de la meilleure actrice dans un second rôle pour Dance Me to My Song (1999). Elle fait de petites apparitions dans Star Wars, épisode II : L'Attaque des clones (2002) et Star Wars, épisode III : La Revanche des Sith (2005) et tient des rôles récurrents dans les séries Shortland Street (2011) et The Straits (en) (2012). En 2015, elle apparaît dans The Last Witch Hunter.
En août 2016, elle rejoint la distribution principale de la série télévisée Siren aux côtés d'Alex Roe, Eline Powell et Fola Evans-Akingbola. La série est diffusée sur la chaîne Freeform depuis le 29 mars 2018, dans laquelle elle tient le rôle de Helen Hawkins.

## Filmographie

### Cinéma
- 1994 : Rapa Nui : Hitirenga
- 1994 : L'Âme des guerriers : Beth Heke
- 1995 : Savage Play (en) : Takiora
- 1998 : Dance Me to My Song : Rix
- 1999 : L'Âme des guerriers 2 (en) : Beth Heke
- 2001 : A.I. Intelligence artificielle : la préposée aux billets
- 2002 : Star Wars, épisode II : L'Attaque des clones : Taun We (voix)
- 2003 : Nemesis Game (en) : Emily Gray
- 2004 : The Land Has Eyes (en) : Warrior Woman
- 2005 : Star Wars, épisode III : La Revanche des Sith : Nee Alavar
- 2005 : The Crow: Wicked Prayer : Mary
- 2005 : Mee-Shee: The Water Giant (en) : Crazy Norma
- 2008 : Ocean of Pearls (en) : Anna Berisha
- 2008 : Rain of the Children (en) : Puhi Tatu
- 2008 : Amusement : la psychiatre
- 2009 : Veronika décide de mourir : Josephine
- 2014 : The Dead Lands : la grand-mère
- 2015 : The Last Witch Hunter : Glaeser

### Télévision

#### Téléfilms
- 2000 : All-American Girl: The Mary Kay Letourneau Story (en) : Soona Fualaau

#### Séries télévisées
- 1990-1991 : Shark in the Park (en) : Ngaire (11 épisodes)
- 1996-1998 : Adrénaline : Macy Fields (48 épisodes)
- 2002 : Angel : Dinza (saison 4, épisode 2)
- 2009 : Prison Break : Shu (saison 4, épisode 24)
- 2011 : Shortland Street : Hine Ryan (8 épisodes)
- 2011 : East West 101 (en) : Mere Hahunga (saison 3, épisode 18)
- 2012 : The Straits (en) : Kitty Montebello (10 épisodes)
- 2014 : Longmire : la femme-médecine (saison 3 épisode 9)
- 2018 - 2020 : Siren : Helen Hawkins (rôle principal - 36 épisodes)
- 2021 : Star Wars: The Bad Batch : Taun We (voix)